# 토스카나 변경
토스카나 변경(이탈리아어: Marca di Tuscia)은 중세 시대 기간 이탈리아 왕국과 신성 로마 제국의 변경 봉신국이다.
이탈리아 중부의 북서쪽에 위치했으며, 남쪽으로는 교황령, 서쪽으로는 리구리아해, 북쪽으로는 롬바르디아를 접했다. 아르노강 계곡의 넓은 일대의 지역들의 집합체로 이뤄졌으며, 본래는 루카를 중심으로 두었다.

## 역사
토스카나 변경은 카롤루스 왕조의 창조물 중 하나로, 투시아의 롬바르디아 공작령을 계승 국가였다. 서로마 제국 멸망 이후, 투시아는 568년부터 프랑크 왕국의 왕들이 교황 스테파노 2세와의 분쟁에 개입한 767년까지 이탈리아의 롬바르디아 왕국의 일부였다 (랑고바르디아 마이오르). 피핀의 기증으로 비테르보 주변의 투시아 남쪽은 신생국가 교황령의 일부가 된 반면 북쪽 지역 (또는 롬바르디아 토스카나)은 샤를마뉴가 773/74년에 롬바르디아 왕국을 마침내 정복한 후 제국령 토스카나 변경으로서 발전하였다. 롬바르디아는 정식적으로 토스카나, 베로나 변경과 함께 신성 로마 제국의 이탈리아 왕국의 중심지가 되었다.
초대 토스카나 변경백은 846년에 작위를 수여받은 아달베르토 1세였다. 그 이전에 그의 아버지 및 할아버지는 아마도 바이에른 출신일 것인 루카 백작 보니파초 1세와 보니파초 2세로 토스카나 일대 지역의 대부분을 다스렸고, 코르시카 지방관 또는 루카 공작 같은 고위 작위들도 지녔다. 보니파초 일가는 931년까지 변경을 보유했다. 9세기 말에서 10세기 초 기간에 토스카나 변경백들의 지지는 이탈리아의 왕이 되고자 하는 지원자들에게 도움이 되었다.
931년에 이탈리아의 왕 자리에 오른 아를의 우고는 그의 측근들의 소유로 이탈리아내 모든 신성 로마 제국령 영지를 통합하기 위한 시도로 보니파초 일가를 폐위시켰다. 그는 토스카나를 그의 형제 보소네에게 주었다. 이는 1001년에 이르게까지 보소네 가문이라 알려진 가문원의 소유로 남게 된다. 또한 이들은 이탈리아의 왕 선출에 관한 영향력도 유지하였다. 1027년 말에 라니에리는 신성 로마 황제 콘라트 2세를 왕으로서 반대하다가 그에 의해 변경백에서 폐위당하였다.
1027년 토스카나 변경은 카노사 백작들에게 주어졌다. 보니파초 3세는 공작이자 변경백이라는 뜻의 dux et marchio 라는 작위를 사용했다. 그는 신성 로마 황제의 동맹이였으나, 그의 권력은 이탈리아의 황제를 위협할 정도로 몹시 강력했다. 그는 토스카나에서 에밀리아에 이르는 넓은 카노사 가문의 유산을 통합시켰고 이를 그의 딸 마틸데에게 넘겨주었다. 그녀의 방대한 에밀리아의 완전 사유지 외의 그녀의 가장 큰 소유지는 봉건 소유권을 지닌 토스카나였으며, 그녀는 이 방대한 재산을 서임권 투쟁에서 교황의 이익을 위해 휘둘렀다. 1115년 마틸데의 사망과 함께 북이탈리아에서 봉건 영주들의 시대는 지나고, 도시국가, 해양 공화국, 코무네의 우위로 대체되었다.

## 같이 보기
- 토스카나의 역대 통치자
- 이탈리아 도시국가

## 참고 문헌
- Wickham, Chris. Early Medieval Italy: Central Power and Local Society 400–1000. MacMillan Press: 1981.